# Ronald Pickup
Ronald Alfred Pickup, född 7 juni 1940 i Chester, Cheshire, död 24 februari 2021 i Camden i London, var en brittisk skådespelare inom teater, film och TV. Pickup är främst känd för rollen som prins John i Ivanhoe från 1982 och som rösten till lejonet Aslan i BBC-filmatiseringarna av C.S. Lewis Narnia-böcker.
Pickup föddes i Chester, boende på St Chads Road, med modern Daisy (född Williams) och fadern Eric Pickup, som var verksam som föreläsare. Pickup studerade vid King's School i Chester och utbildade sig senare vid Royal Academy of Dramatic Art (RADA) i London, där han tillhörde en av flera noterbara associerade medlemmar. 
Ronald Pickup var gift med Lans Traverse och är far till skådespelaren Rachel Pickup och Simon Pickup. Ronald och Rachel Pickup medverkade i två produktioner tillsammans: TV-serien Morden i Midsomer, avsnittet "Min morbror trollkarlen" (2008) och i filmen Schadenfreude (2016).

## Filmografi i urval
- 1964 – Doctor Who (TV-serie), avsnittet "The Tyrant of France"
- 1973 – Schakalen
- 1978 – De 39 stegen
- 1982 – Ivanhoe
- 1982 – Giuseppe Verdi
- 1983 – Never Say Never Again
- 1986 – The Mission
- 1987 – Det fjärde protokollet
- 1987 – Krigets skördar (TV-serie)
- 1988 – Bergerac (TV-serie), Burnt
- 1988 – Baskervilles hund
- 1988 – Narnia: Häxan och lejonet (TV-serie) (röst)
- 1989 – Danny bäst i världen
- 1989 – En torr vit årstid
- 1989 – Prins Caspian och skeppet Gryningen (TV-serie) (röst)
- 1990 – Silvertronen (TV-serie) (röst)
- 1991 – Kommissarie Morse (TV-serie), "Vem dödade Harry Field?"
- 1997 – Ivanhoe (TV-serie)
- 1997 – Lolita
- 1998 – Mavis Davis - en divas sista dagar
- 1999 – Hornblowers äventyr, "The Duchess and the devil"
- 2002 – Kommissarie Lynley (TV-serie), "Gamla synder"
- 2002 – Mördare okänd (TV-serie), "Deathwatch" 1–2
- 2003 – Spionerna från Cambridge (TV-serie)
- 2003 & 2008 – Morden i Midsomer (TV-serie)
- 2004 – Evilenko
- 2004 – Foyle's War (TV-serie), "The french drop"
- 2004–2006 – The Worst Week of My Life (TV-serie)
- 2008 – Dark Floors
- 2010 – Från Lark Rise till Candleford (TV-serie), 3.6
- 2012 – Prince of Persia: The Sands of Time
- 2012 – Hotell Marigold
- 2014 – Coronation Street (TV-serie)
- 2014 – Barnmorskan i East End (TV-serie)
- 2015 – Downton Abbey (TV-serie)
- 2015 – Hotell Marigold 2
- 2016 – Ett fall för Vera (TV-serie)
- 2016 – The Crown (TV-serie)
- 2017 – The Time of Their Lives
- 2017 – Darkest Hour
- 2018 – The Happy Prince